# Grenada
Grenada (in creolo francese grenadino: Gwenad) è uno Stato insulare nel mar dei Caraibi sud-orientale, che comprende anche le Grenadine meridionali. Grenada è il secondo più piccolo Stato indipendente del continente americano (dopo Saint Kitts e Nevis). Si estende per circa 344 km² e si trova a nord di Trinidad e Tobago e a sud di Saint Vincent e Grenadine.

## Storia

### Colonizzazione
Prima della colonizzazione europea Grenada era abitata dagli indigeni Kalinago, che la chiamavano Camahogne. Nel 1498 Cristoforo Colombo arrivò sull'isola e, durante il suo terzo viaggio, la battezzò Concepción. Gli spagnoli si stabilirono solo temporaneamente a Camahogne, chiamandola definitivamente col nome di Grenada, comparando il verde ed i rilievi dell'isola con le montagne sovrastanti la città andalusa di Granada.
Nel 1609 gli Inglesi fallirono il primo tentativo di colonizzazione. Sconfitti dai Caribe, i "superstiti" britannici furono in parte vittima di cannibalismo e in parte gettati in mare.
In seguito, nel 1650, i francesi giunti dalla Martinica combatterono i Caribe, fino al 1651 quando, nello scontro, i guerrieri indigeni furono sospinti nella costa nord dell'isola nei pressi di una grande scogliera nelle vicinanze dell'attuale cittadina di Sauteurs. Questa località, ribattezzata successivamente in Caribs Leap (in francese Morne des Sauteurs) fu teatro di un suicidio di massa da parte dei Caribe, che preferendo la morte alla resa e alla schiavitù, si gettarono dalle scogliere.
Sconfitti i Caribe, i francesi chiamarono la nuova colonia "La Grenade". La Grenade prosperò come colonia francese soprattutto grazie all'esportazione dello zucchero. Fu stabilita una capitale chiamata Fort Royal (poi divenuta Saint George's) nel 1650, come ordinato dal Cardinale Richelieu. Le navi della marina francese trovavano riparo nel porto naturale della capitale durante gli uragani.
Nessun'altra colonia francese aveva un porto naturale come quello di Fort Royal ma le dispute con gli inglesi per il controllo di Grenada proseguirono per oltre un secolo e mezzo. Dopo la firma di due trattati (quello di Parigi del 1763 e quello di Versailles del 1783) i francesi cedettero l'isola agli inglesi nel 1783. Un secolo dopo, nel 1877, Grenada diventò una Crown Colony.

### 1958-1983: Indipendenza, regime di Eric Gairy e rivoluzione
L'isola fu una provincia della Federazione delle Indie Occidentali dal 1958 al 1962. Nel 1967, Grenada ottenne lo status di "Stato associato al Regno Unito", questo significava che da quel momento Grenada era responsabile degli affari nazionali e il Regno Unito era responsabile della sua difesa e degli affari internazionali. L'indipendenza fu garantita nel 1974 e sir Eric Gairy diventò il primo a ricoprire la carica di primo ministro di Grenada.
Eric Gairy iniziò però a creare un regime autoritario personale nel Paese mettendo a tacere critiche e opposizione ed arrivando a uccidere manifestanti ed oppositori, attraverso l'utilizzo della polizia di Grenada e della sua milizia personale, la Mongoose Gang. Il Grenada United Labour Party di Gairy vinse le elezioni nel 1976, ma queste furono caratterizzate da brogli e violenze e tutta l'opposizione, riunita nella coalizione People's Alliance, non accettò il risultato.
Nel 1979, mentre Eric Gairy si trovava a New York presso l'ONU per parlare di UFO, il New Jewel Movement, partito di ispirazione marxista guidato da Maurice Bishop, attuò una rivoluzione incruenta e depose Eric Gairy. Bishop venne dichiarato primo ministro di Grenada, fondò il People's Revolutionary Government, sospese la Costituzione e governò per decreto. Durante il governo di Bishop il tasso di analfabetismo si abbassò dal 35% al 5% e il tasso di disoccupazione passò dal 50% al 14%, iniziando inoltre la costruzione di un aeroporto internazionale per espandere il turismo, oggi denominato Maurice Bishop International Airport.

### Invasione statunitense

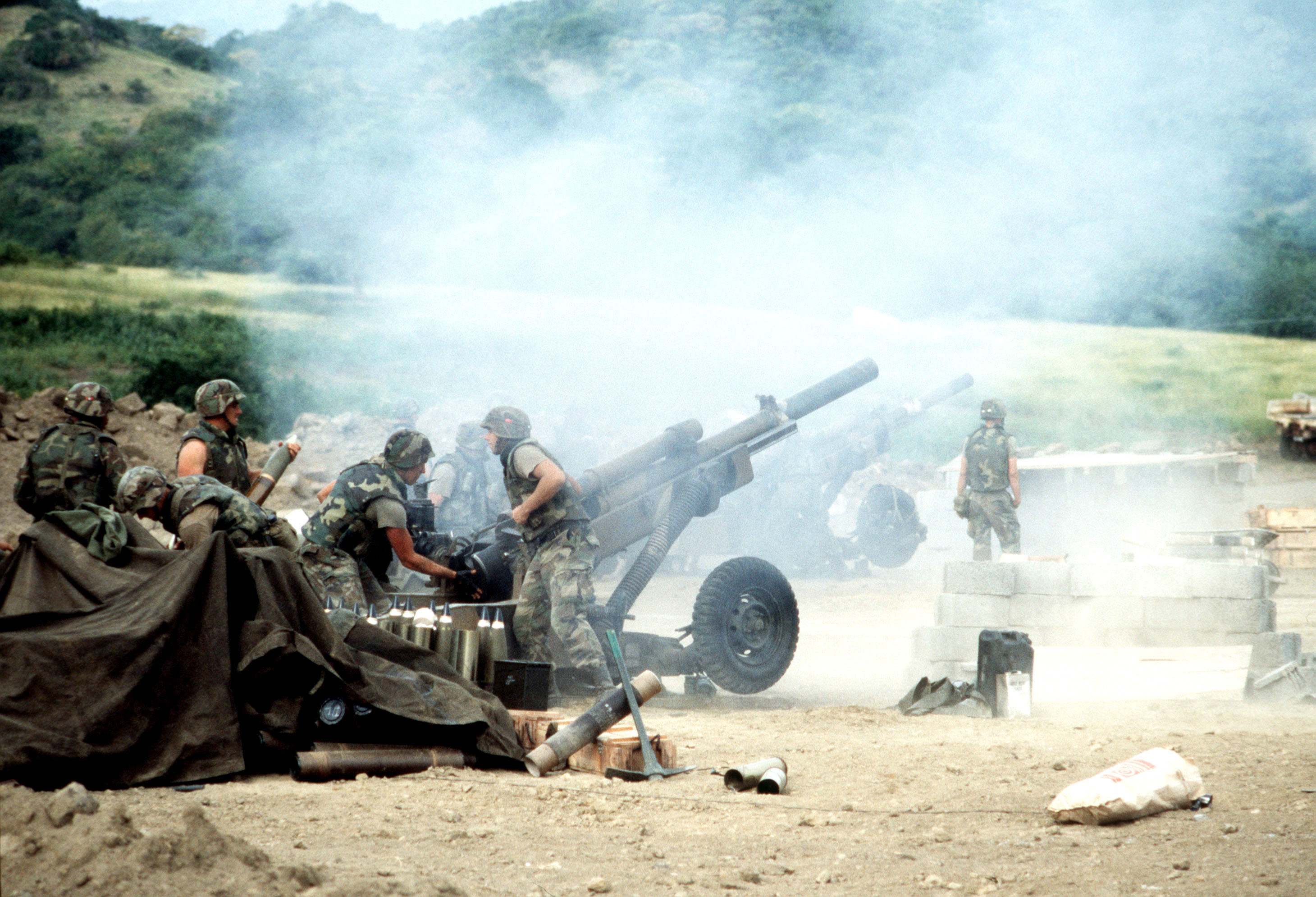
Artiglieria dell'82ª Divisione aviotrasportata durante l'operazione Urgent Fury.

Nel 1983 un colpo di Stato portò al potere Bernard Coard e alla fucilazione di Maurice Bishop. A sua volta, Coard venne deposto da Hudson Austin, militare membro del People's Revolutionary Army e leader del M.R.C. (Military Revolution Council) filosovietico.
Hudson Austin instaurò un regime militare e tentò un'applicazione più rigida del marxismo-leninismo. Questi stravolgimenti politici fecero entrare il Paese in una grave crisi con gli Stati Uniti, che non tolleravano la presenza di un altro paese marxista nei Caraibi, oltre a Cuba.
Nell'ottobre 1983 il presidente Reagan, vista la presenza di circa 600 studenti americani all'Università di Saint George's e sostenendo che correvano il rischio di essere presi in ostaggio dal governo locale, decise di fare intervenire i marine che occuparono l'isola in breve tempo con l'Operazione Urgent Fury.
L'intervento statunitense venne condannato dal Consiglio di sicurezza delle Nazioni Unite, con il solo voto contrario degli USA.
Finita la crisi i soldati statunitensi si ritirarono e nel 1984 gli Stati Uniti diedero 48,4 milioni di dollari di aiuti economici.
Nello stesso anno si tennero di nuovo libere elezioni. Da allora al governo si sono alternati due partiti: il Nuovo Partito Nazionale (dal 1984 al 1990, dal 1995 al 2008 e poi dal 2013) e il Congresso Democratico Nazionale (dal 1990 al 1995 e dal 2008 al 2013).

## Geografia
Lo Stato di Grenada prende il nome dall'isola omonima, sulla quale svetta il mount Saint Catherine (840 m), da cui scendono numerosi torrenti che creano alcune piccole cascate. A questa si aggiungono altre piccole isole, facenti parte della porzione meridionale del gruppo delle Grenadine: Carriacou, Petite Martinique, Ronde Island, Caille Island, Diamond Island, Large Island, Saline Island e Frigate Island. Di origine vulcanica, queste isole vantano un suolo estremamente ricco.

### Clima

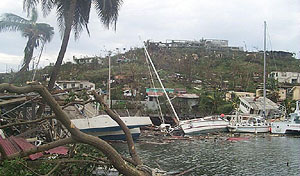
La devastazione causata dall'uragano Ivan a Grenada.

Il clima è di tipo tropicale. Grenada, trovandosi lungo il bordo meridionale della cosiddetta hurricane belt (la "cintura degli uragani"), ha visto abbattersi solo tre uragani negli ultimi 50 anni: Janet (23 settembre 1955), che causò seri danni; Ivan (7 settembre 2004, 39 morti) ed Emily (14 luglio 2005), che si abbatté in particolare su Carriacou e nel nord dell'isola di Grenada.

## Popolazione

### Demografia

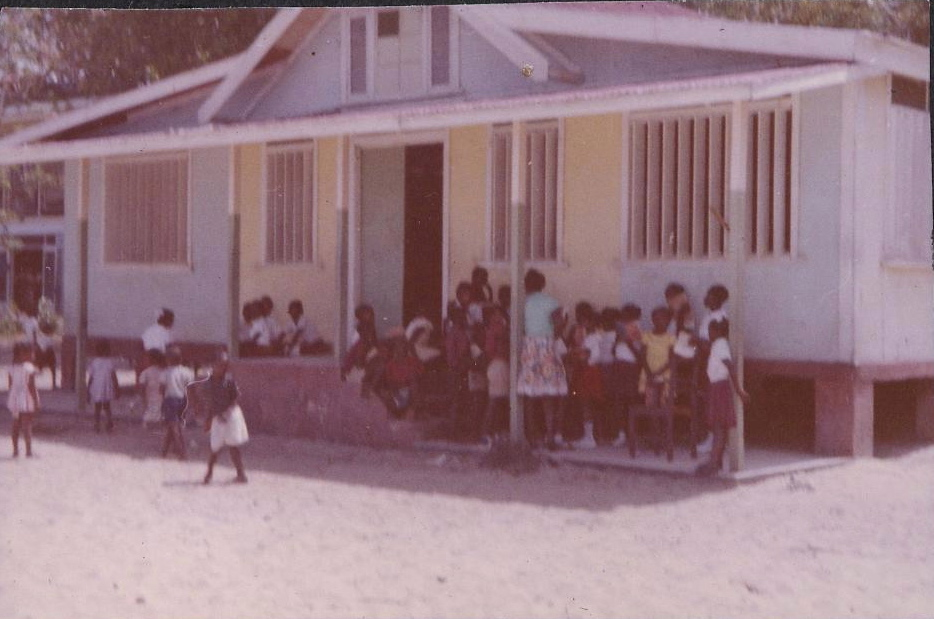
Scuola presso una spiaggia.

Grenada, come altre isole dei Caraibi, sperimenta una forte emigrazione, soprattutto giovanile. Si stima che solo 1/3 dei grenadini nel mondo viva a Grenada: almeno 1/3 del totale si distribuirebbe nelle altre isole caraibiche (soprattutto Barbados e Trinidad), e un altro terzo ancora risiederebbe in città come New York, Londra e Toronto.

### Etnie
Circa l'89% della popolazione è composto da discendenti degli schiavi africani deportati sull'isola dagli europei. La distribuzione è la seguente:
- Afro-latinoamericani 89,4%
- Misti 8,2%
- Indiani[10] 1,6%
- Altri 0,9%

Non resta alcuna traccia degli antichi abitanti amerindi (caribi e aruachi), dopo il suicidio di massa a Sauteurs (città nel nord dell'isola) del 1651, per sfuggire ai francesi.

### Religione
Religione predominante è il cristianesimo: prevale il cattolicesimo (circa il 50% del totale) e, nell'ordine, seguono anglicanesimo, presbiterianesimo e avventismo, oltre ad alcuni seguaci del rastafarianesimo (dati al 2015 da CIA World Factbook):
- Cristiani 89,2%
  - Cattolici 44,6%
  - Protestanti 43,5%, di cui:
    - Anglicani 11,5%
    - Pentecostali 11,3%
    - Avventisti del settimo giorno 10,5%
    - Battisti 2,9%
    - Chiesa di Dio in Cristo 2,6%
    - Metodisti 1,8%
    - Evangelici 1,6%
- Testimoni di Geova 1,1%
- Rastafariani 1,1%
- Altri 6,2%
- Nessuna religione 3,6%

È presente una piccola comunità di musulmani, costituita da individui originari del Gujarat indiano, prevalentemente dediti al commercio su piccola scala.

### Lingue
Lingua ufficiale è l'inglese, sebbene correntemente sia parlata una forma di creolo-inglese. Circa il 10-20% della popolazione usa ancora un creolo francese, residuo dalla prima colonizzazione francese.

### Principali centri abitati
- Amber Belair
- Bacolet
- Barique
- Becke Moui
- Belmont
- Bogles (Carriacou)
- Bois de Gannes
- Calivigny
- Chantimelle
- Chutz
- Clabony
- Crochu
- Deblando
- Debra
- Diego Piece
- Elie Hall
- Gouyave
- Grand Roy
- Grenville
- Hillsborough (Carriacou)
- Ka-fe Beau
- L'Anse Aux Epines
- Mamma Cannes
- Maulti
- Morne Fendue
- Morne Jaloux Ridge
- Morne Longue
- Morne Tranquille
- Mount Craven
- Paraclete
- Paradise
- Saint George's (Capoluogo)
- Sauteurs
- St. David's
- Tivoli
- Union
- Union Village
- Upper Capitol
- Upper Conference
- Upper La Tante
- Upper La Taste
- Upper Pearls
- Victoria
- Willis

## Ordinamento dello Stato

### Suddivisione amministrativa

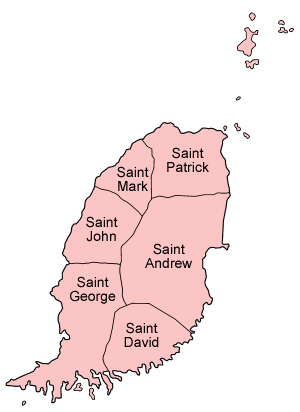
Le parrocchie di Grenada

Dal punto di vista amministrativo, Grenada è divisa in 6 parrocchie (parishes):
1. Saint Andrew
2. Saint David
3. Saint George
4. Saint John
5. Saint Mark
6. Saint Patrick

Carriacou e Petite Martinique, facenti parte del gruppo delle Grenadine, hanno invece lo status di dipendenza.

### Istituzioni
Grenada è uno stato membro del Commonwealth.
Il Capo dello Stato è il sovrano del Regno Unito di Gran Bretagna e Irlanda del Nord. Ad oggi il Re di Grenada è Carlo III e in sua assenza è rappresentato da un governatore generale (attualmente, dama Cécile La Grenade).
Capo dell'esecutivo è il primo ministro, il quale viene nominato dal governatore generale ed è solitamente il leader della forza politica maggioritaria in Parlamento.
Il Parlamento si compone di due camere: il Senato (con 13 membri) e la Camera dei rappresentanti (con 15 membri). I senatori sono scelti dalle forze del governo e da quelle dell'opposizione, mentre i deputati sono direttamente eletti ogni 5 anni, con un sistema uninominale.
Dalle elezioni dell'8 luglio 2008 è uscito vincitore il Congresso Democratico Nazionale (National Democratic Congress), che ha eletto 11 dei 15 deputati. I 4 restanti sono andati al partito fino allora al governo, il Nuovo Partito Nazionale (New National Party). Non sono riusciti ad ottenere alcun seggio i candidati della Piattaforma Unita Laburista (United Labour Platform), cartello elettorale tra il Partito Laburista Unito di Grenada (Grenada United Labour Party) dell'ex premier Eric Gairy e il Movimento Laburista del Popolo (People's Labour Movement), presenti in 11 collegi su 15.
Primo ministro è, dal 20 febbraio 2013, Keith Mitchell, incarico che aveva già ricoperto ininterrottamente dal 22 giugno 1995 al 9 luglio 2008. In passato è stato un crickettista di alto livello.

#### Forze armate
Grenada non ha nessuna forza armata a partire dal 1983, dopo l'invasione da parte degli Stati Uniti d'America. La difesa è delegata al Sistema di Sicurezza Regionale.

## Inno nazionale
L'inno nazionale di Grenada è Hail Grenada, adottato nel 1974, da un componimento poetico di Irva Merle Baptiste e la musica di Louis Arnold Masanto .

## Istruzione

### Università
A Grenada è presente un'università , istituita nel 1976.

## Politica
Grenada è membro sia della Comunità Caraibica (CARICOM) sia dell'Organizzazione degli Stati dei Caraibi Orientali (OECS).

## Economia
Una serie di riforme fiscali e una politica economica ispirata alla prudenza portarono, nel periodo 1998-1999, ad una crescita annua del 5-6%. 
Attualmente a preoccupare le autorità sono il pesante deficit pubblico, nonché un certo peggioramento del saldo della bilancia commerciale.
Valuta ufficiale è il dollaro dei Caraibi Orientali, moneta utilizzata anche da altri sette membri della OECS.
Attività ancora molto importante è l'agricoltura. Grenada è nota come The Spice Isle, in quanto produttrice di una grande varietà di spezie (tra cui cannella, chiodi di garofano e zenzero). Un posto di primo piano occupa la noce moscata, tanto importante da venire rappresentata sulla bandiera nazionale: Grenada, infatti, è il secondo produttore al mondo di noce moscata (dopo l'Indonesia) e contribuisce al 20% della produzione mondiale.
Grenada è considerato un paradiso fiscale. Il sistema fiscale italiano, col Decreto Ministeriale 04/05/1999, l'ha inserita tra gli Stati o Territori aventi un regime fiscale privilegiato, nella cosiddetta Lista nera, ponendo quindi limitazioni fiscali ai rapporti economico commerciali che si intrattengono tra le aziende italiane ed i soggetti ubicati in tale territorio.

### Turismo

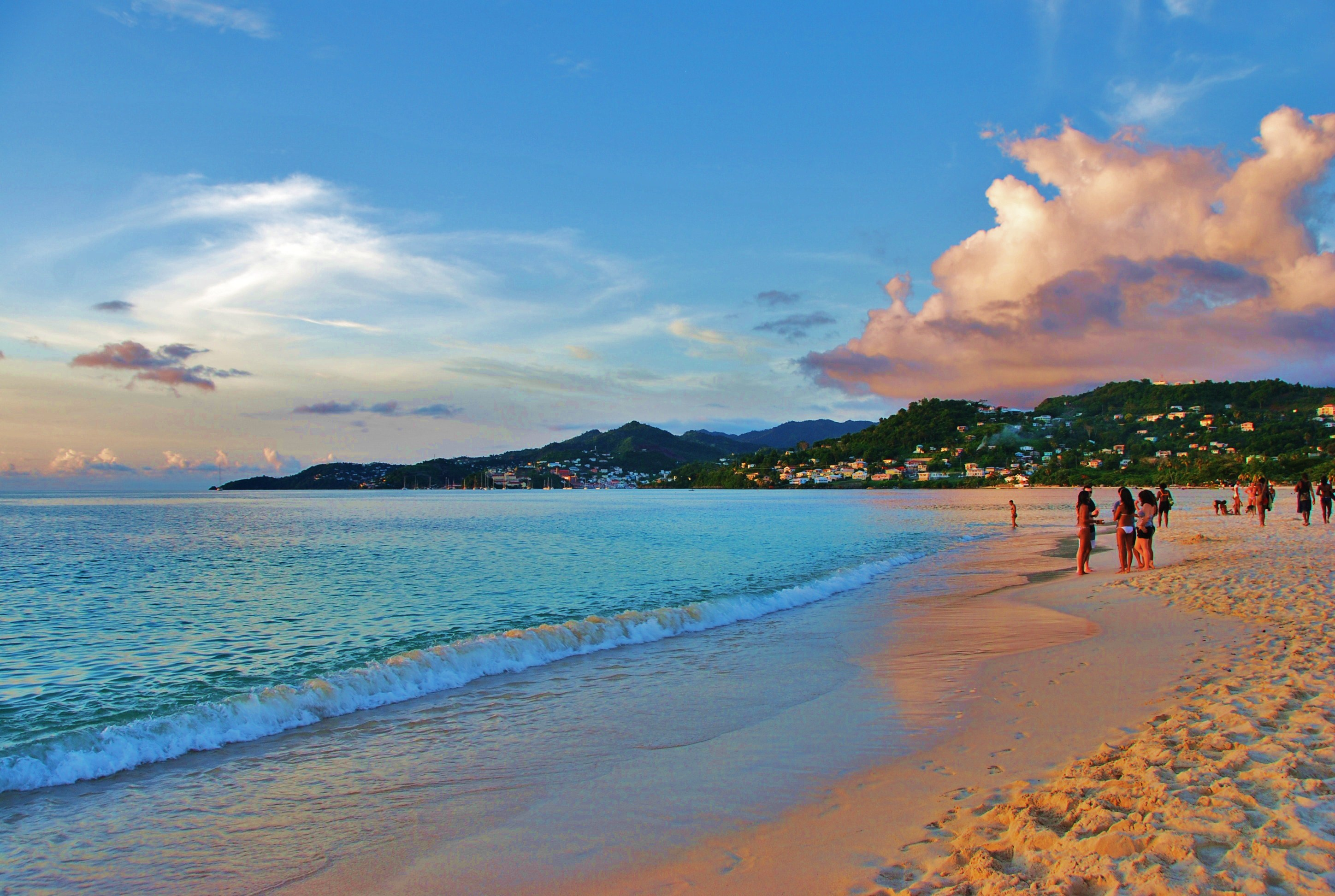
La Grand Anse Beach.

Sebbene l'agricoltura continui a rivestire una notevole importanza, il turismo è oggi l'attività economica principale. Le spiagge più frequentate sono situate nel sud-ovest dell'isola, dove si trova anche l'aeroporto. Proprio in questa zona si trova Grand Anse Beach, una spiaggia lunga 3 km considerata una delle 10 più belle al mondo. 
Un certo sviluppo sta conoscendo anche il turismo ecologico, rivolto ad altri centri sull'isola (quali Saint David e Saint John).

## Ambiente
Il 100,0% del territorio è totalmente/parzialmente protetto.

## Trasporti
Granada è collegata al resto del mondo tramite il Maurice Bishop International Airport e il porto di Saint George's. Esiste anche un servizio di traghetti che collega Saint George's e Hillsborough.

## Flora e fauna

### Flora
Sull'isola è diffusa la Myristica fragrans, un albero sempreverde da cui si ricava la noce moscata che è uno dei simboli di Grenada.

### Fauna
Sull'isola vive la Leptotila wellsi: una specie di colomba originaria di Grenada che è uno dei simboli del paese.

## Cultura

### Letteratura
Di Grenada erano originari i genitori di Audre Lorde.

### Musica
La musica   riveste un ruolo molto importante nella cultura di Grenada, specie durante il Carnevale (i generi più diffusi sono soca, calypso e reggae).

## Sport
Come in altre isole caraibiche, anche a Grenada lo sport nazionale è il cricket.
Nell'atletica leggera, il quattrocentista Kirani James può vantare un titolo di campione mondiale, conquistato a Taegu 2011, e un titolo di campione olimpico, vinto ai Giochi di Londra 2012 con il tempo di 43"94, che rappresenta la prima medaglia olimpica nella storia dello stato caraibico. Anderson Peters si è invece laureato campione del mondo nel lancio del giavellotto a Doha 2019. La Nazionale di calcio di Grenada ha ottenuto un secondo posto nella Coppa dei Caraibi nel 1989 e nel 2008.
Il pilota inglese di Formula 1 Lewis Hamilton ha origini paterne grenadine.

## Tradizioni

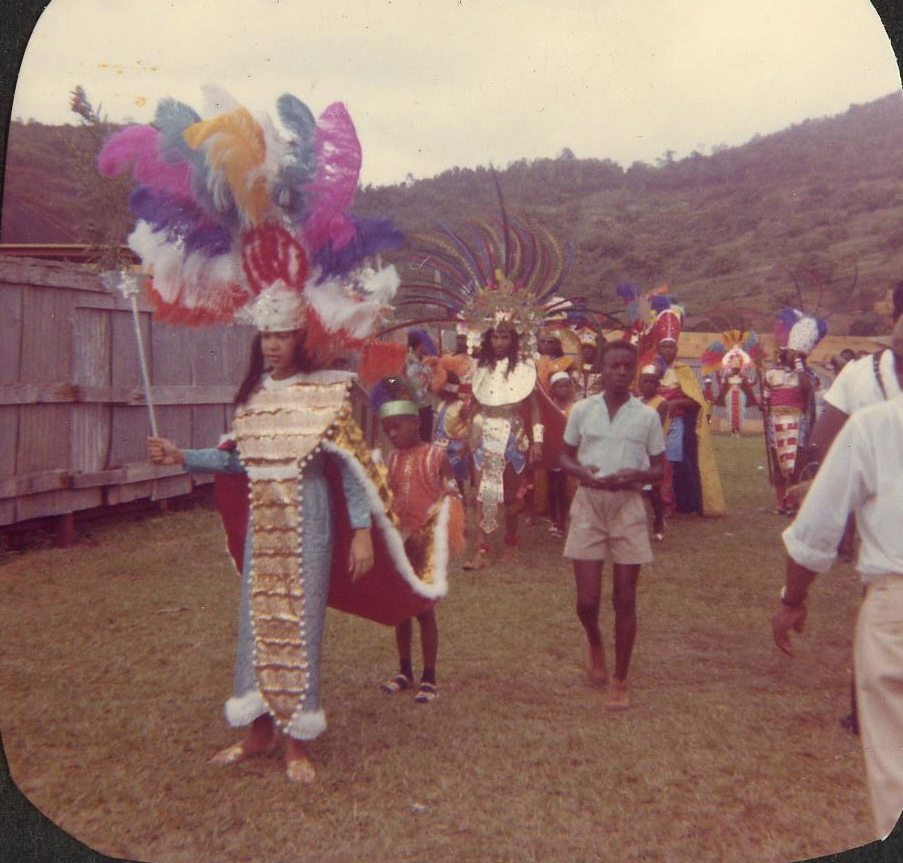
Il Carnevale del 1965.

Sebbene l'influenza francese sia meno visibile a Grenada rispetto ad altre isole caraibiche (come, ad esempio, la Dominica), permangono diverse tracce del periodo coloniale francese. In primo luogo, i cognomi e la toponomastica sono prevalentemente in francese, così come fortemente influenzata dal francese è la lingua creola ancora utilizzata dagli isolani. Restano inoltre alcuni edifici coloniali del Settecento.

### Gastronomia
La cucina locale stessa, molto simile a quella di New Orleans, riflette l'influenza francese. Va però aggiunto che, in ambito culinario, sono molto forti anche gli influssi africani oltre che indiani (basti pensare all'uso del dal e del curry).
Il piatto nazionale è l'oildown, il cui nome deriva dal fatto di essere cotto nel latte di cocco.

### Folklore
Un aspetto particolare della cultura grenadina è la tradizione narrativa orale, con favole che riflettono influenze africane e francesi. L'influsso africano si riflette nella presenza di un personaggio, Anancy, dio-ragno ingannatore che ha le sue origini nell'Africa occidentale ed è presente nei racconti orali di altre isole caraibiche. Di chiara origine francese sono invece La Diablesse ("la diavolessa") e il Ligaroo (un licantropo il cui nome deriva da Loup Garoux).

### Festività
- 1º gennaio, Capodanno
- 7 febbraio, Independence Day: Giorno dell'indipendenza (indipendenza dal Regno Unito, nel 1974)
- variabile, Good Friday (Venerdì santo)
- variabile, Pasqua
- 1º maggio, Giorno dei lavoratori
- variabile, Whit Monday (Lunedì di Pentecoste)
- variabile, Corpus Christi
- 6 maggio, Emancipation Day (Día de la Abolición de Esclavitud in spagnolo), celebrazione dell'abolizione della schiavitù, avvenuta nel 1873
- 2 giorni ad agosto, Carnevale
- 25 ottobre, Giorno del ringraziamento (commemorazione dell'intervento USA nel 1983)
- 25-26 dicembre, festività natalizie (Natale e Santo Stefano)